# 五一城 (比洛沃茨克市鎮)
波皮夫卡（烏克蘭語：Попівка），2024年9月前名为五一城（烏克蘭語：Первомайськ），是烏克蘭東部盧甘斯克州舊比利斯克區比洛沃茨克市镇的村落。始建於1789年，面積3.94平方公里，海拔高度54米，2001年人口216，人口密度每平方公里54.8人。
2024年9月19日，乌克兰最高拉达将此村的名字改为波皮夫卡。